# I Still Believe in You (album Vince Gill)
I Still Believe in You è il quinto album in studio del musicista statunitense Vince Gill, pubblicato nel 1992.

## Tracce
1. Don't Let Our Love Start Slippin' Away – 3:43 (Vince Gill, Pete Wasner)
2. No Future in the Past – 4:08 (Gill, Carl Jackson)
3. Nothing Like a Woman – 4:54 (Gill, Reed Nielsen)
4. Tryin' to Get Over You – 3:43 (Gill)
5. Say Hello – 2:46 (Gill, Wasner)
6. One More Last Chance – 3:10 (Gill, Gary Nicholson)
7. Under These Conditions – 3:04 (Gill, Max D. Barnes)
8. Pretty Words – 2:31 (Gill, Don Schlitz)
9. Love Never Broke Anyone's Heart – 4:10 (Gill, Jim Weatherly)
10. I Still Believe in You – 3:59 (Gill, John Barlow Jarvis)